# 中华鱼篮螺
中華峨螺（学名：Hindsia sinensis），又名中华海因螺，是新腹足目峨螺科的一种，今屬魚籃螺屬。其种加词“sinensis”意为“中华的”。

## 分佈
主要分布于台灣海峽、東海和南海，常栖息在潮下带。